# Caslino d'Erba
Caslino d'Erba är en ort och kommun i provinsen Como i regionen Lombardiet i Italien. Kommunen hade 1 649 invånare (2018).